# Marin City
Marin City – jednostka osadnicza w Stanach Zjednoczonych, w stanie Kalifornia, w hrabstwie Marin.